# Lambda Horologii
Lambda Horologii (λ Horologii, förkortat Lambda Hor, λ Hor) som är stjärnans Bayerbeteckning, är en ensam stjärna belägen i den västra delen av stjärnbilden Pendeluret. Den har en skenbar magnitud på 5,35 och är synlig för blotta ögat där ljusföroreningar ej förekommer. Baserat på parallaxmätning inom Hipparcosuppdraget på ca 20,3 mas, beräknas den befinna sig på ett avstånd på ca 161 ljusår (ca 49 parsek) från solen. 

## Egenskaper
Lambda Horologii är en vit till gul jättestjärna av spektralklass F2 III. Den har en massa som är ungefär 75 procent större än solens massa, en radie som är ca 2,8 gånger större än solens och utsänder från dess fotosfär ca 14,7 gånger mera energi än solen vid en effektiv temperatur på ca 6 850 K.